# Німецька кінопремія
Німе́цька кінопре́мія (нім. Deutscher Filmpreis; раніше Федеральна кінопремія нім. Bundesfilmpreis) — найвища національна нагорода Німеччини в галузі кінематографа. Також знана як «Лола». У 1951–2004 роках її присуджувала урядова комісія, з 2005 року — Німецька кіноакадемія. Загальний призовий фонд премії складає близько 3 млн €, що виділяються з державного бюджету.
З 1999 року нагорода — це статуетка у вигляді жіночої фігури в червоній сукні. Ім'я «Лола» мають героїні популярних фільмів відомих німецьких режисерів: Марлен Дітріх у «Блакитному ангелові» Джозефа фон Штернберга, Франка Потенте у «Біжи, Лоло, біжи» Тома Тиквера і Барбара Зукова у стрічці «Лола» Райнера Вернера Фассбіндера.

## Номінації
- Найкращий художній фільм
- Найкращий документальний фільм
- Найкращий фільм для дітей
- Найкращий режисер
- Найкращий сценарій
- Найкраща чоловіча роль
- Найкраща жіноча роль
- Найкраща чоловіча роль другого плану[de]
- Найкраща жіноча роль другого плану
- Найкраща робота оператора
- Найкращий монтаж
- Найкраща робота художника по костюмах
- Найкраща музика
- Найкращий монтаж звуку
- Спеціальний приз за внесок у розвиток німецького кіно
- Вибір глядачів: Найкращий німецький фільм року